# Renda de bilros

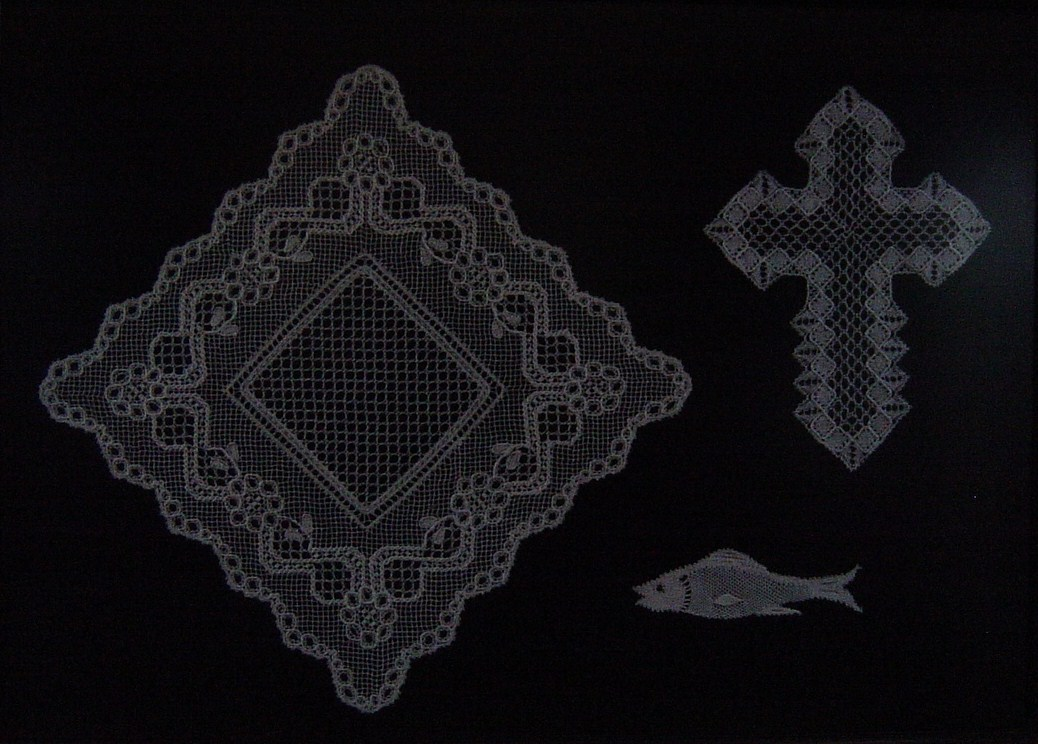
Renda de bilros de Peniche.

A renda de bilros é produzida pelo cruzamento sucessivo ou entremeado de fios têxteis, executado sobre o pique e com a ajuda de alfinetes e dos bilros. O pique é um cartão, normalmente pintado da cor açafrão para facilitar a visão por parte da rendilheira, onde se decalcou um desenho, feito por especialistas.

## Execução
É realizada sobre uma almofada (Brasil) dura, o  rebolo  (nome dado à almofada em Portugal), cilindro de pano grosso, cheio com palha ou algodão, cujas dimensões dependem da dimensão da peça a realizar, coberto exteriormente por um saco de tecido mais fino.
A almofada fica sobre um suporte de madeira, ajustável, de forma a ficar à altura do trabalho da rendilheira.
No rebolo, é colocado um cartão perfurado, o  pique (Portugal) ou pinicado (Brasil), onde se encontra o desenho da renda, feito com pequenos furos.
Nos furos da zona do desenho que está a ser realizada, a  rendilheira (Portugal) ou rendeira (Brasil) espeta alfinetes, que desloca à medida que o trabalho progride.
Os fios são manejados por meio de pequenas peças de madeira torneada (ou de outros materiais, como o osso), os bilros ou Birros (Brasil).
Uma das extremidades do  bilro tem a forma de pêra ou de esfera, conforme a região. O fio está enrolado na outra extremidade.
Os  bilros   são manejados aos pares pela rendilheira (Portugal) - rendeira (Brasil) que imprime um movimento rotativo e alternado a cada um, orientando-se pelos alfinetes.
O número de bilros (birros) utilizado varia conforme a complexidade do desenho.

## Em Portugal

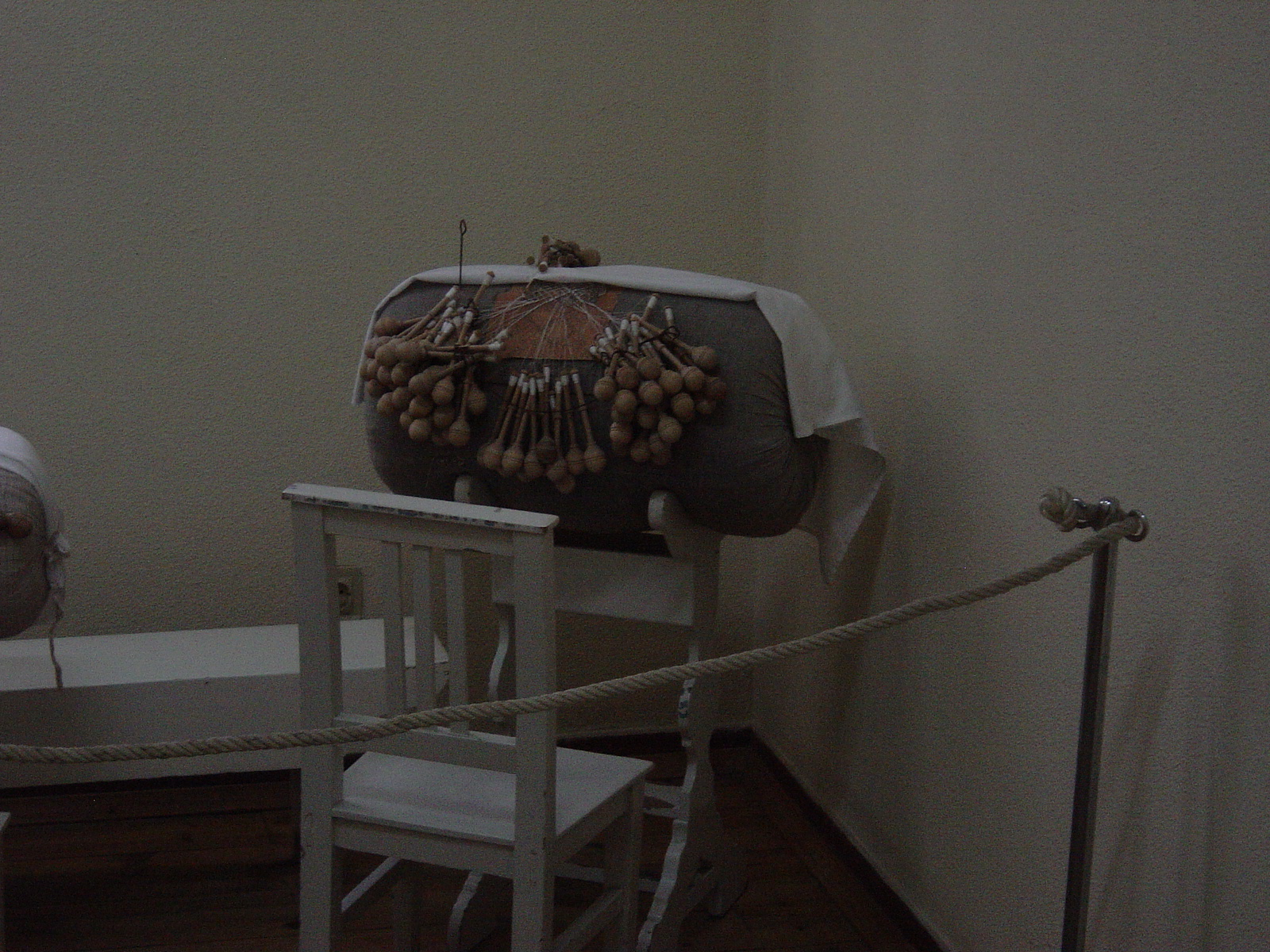
Almofada de renda de bilros, Peniche.

Em Portugal a arte da renda de bilros tem especial expressão nas zonas piscatórias do litoral, com maior relevo para Caminha, Póvoa de Varzim, Vila do Conde, Árvore, Azurara, Setúbal, Lagos, e Olhão, tendo existido ainda em Silves, Sines e Sesimbra, onde esta arte é antiquíssima. Também se encontra o fabrico de rendas de bilros em Nisa, no Alentejo e Farminhão, perto de Viseu.
Devido ao elevado  nível em arte e produção atingido em Lenha, toda e qualquer renda de bilros portuguesa é conhecida, simplesmente, por renda de Peniche. Em meados do século XIX, existiam em Peniche quase mil rendilheiras e, segundo Pedro Cervantes de Carvalho Figueira, eram oito as oficinas particulares onde crianças a partir dos quatro anos de idade se iniciavam na aventura desta arte.  

Em 1887, com a fundação da escola de Desenho Industrial Rainha D. Maria Pia (mais tarde Escola Industrial de Rendeiras Josefa de Óbidos), sob a direcção de D. Maria Augusta de Prostes Bordalo Pinheiro, que as rendas de Bilros atingiriam um grau de perfeição e arte difíceis de igualar.

## Na Eslovénia
Para fazer renda, na Eslovénia é utilizada uma técnica artesanal que consiste em tecer fios enrolados em pequenos fusos de madeira, os bilros. Os padrões para a execução dos laços, seja em tiras ou em formas acabadas, são característicos de cada região do país e têm denominações específicas. A renda de bilros é feita de acordo com um padrão desenhado em papelão que é fixado numa almofada cilíndrica colocada numa cesta de vime, ou numa almofada de lã de madeira. Fruto da criatividade de todas as pessoas que concebem os padrões e tricô, os vestidos de rendas e acessórios de moda são destinados, assim como tecidos e objetos usados em casas, locais de culto religioso, à celebração de solenidades ou representações diversas. Também são fontes de inspiração para criações artísticas feitas em áreas tão diversas quanto design, arquitetura ou arte culinária. Além de ecológica e sustentável, a prática desse elemento do património cultural tem notáveis qualidades terapêuticas. Atualmente, existem na Eslovénia cerca de 120 sociedades e grupos de pessoas praticando o elemento, tanto veteranos quanto novatos. As mulheres são as depositárias das técnicas e conhecimentos correspondentes, que, como regra geral, são transmitidos de avós para netas. As comunidades do bairro de fabricantes de rendas também desempenham um papel essencial na transmissão do elemento.
A UNESCO integrou a renda de bilros da Eslovénia na lista representativa do Património Cultural Imaterial da Humanidade em 2018.

## No Brasil

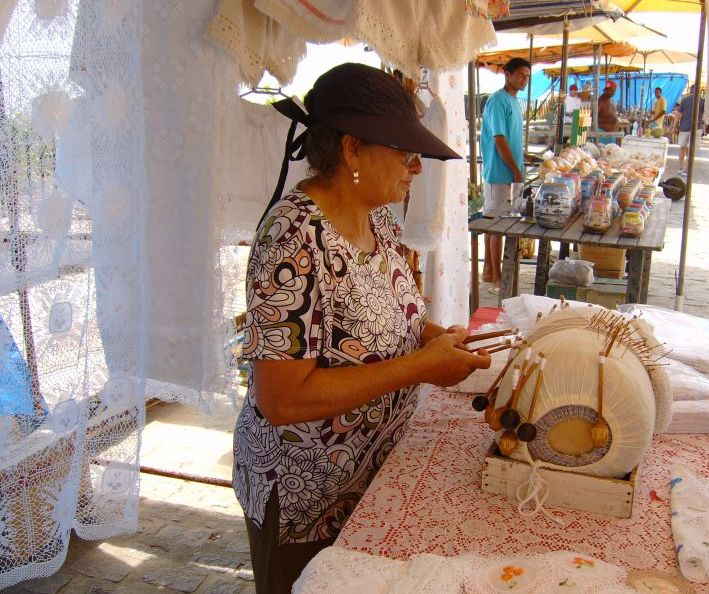
Rendeira de bilros (Ceará).

No Brasil a renda está e esteve presente em quase todos os estados brasileiros com maior incidência nas regiões litorâneas.

## Museus

### Portugal
- Vila do Conde - Museu das Rendas de Bilros
- Peniche - Museu da Renda de Bilros de Peniche
- Póvoa de Varzim - Museu Municipal de Etnografia e História
- Setúbal - Museu de Arqueologia e Etnografia do Distrito de Setúbal